# Pop barroco
El pop barroco (también llamado rock barroco) es un subgénero del pop y del rock derivado de la combinación de la música pop de mediados de los años 1960 con elementos de la música clásica. Se caracteriza por la presencia de arreglos orquestales e instrumentos característicos del barroco como violines, violonchelos, flautas, arpas, trompetas, clavicémbalo u órgano. El pop barroco combina sonidos del rock, la música orquestal y la música clásica. Las obras más importantes del pop barroco son el álbum Pet Sounds del grupo The Beach Boys y Sgt. Pepper's Lonely Hearts Club Band de The Beatles.
Esta denominación engloba a grupos como The Left Banke, The Zombies, o The Association. También se emplea para calificar el sonido de los Beach Boys a partir de su disco Pet Sounds (obra cumbre del pop barroco), así como para ciertas canciones de otros artistas de los 60s como Los Beatles en sus famosos álbumes de 1966 Revolver, con temas como «For no One» y «Eleanor Rigby», y de 1967 Sgt. Pepper's Lonely Hearts Club Band con «She's Leaving Home». Otro álbum de ese mismo año fue Bee Gees 1st de los Bee Gees, así como sus álbumes posteriores Horizontal de 1968 y Odessa de 1969. También con este sonido preciosista destacaron Donovan, los Rolling Stones desde 1965 con su incursión en el género con Play with Fire (canción de The Rolling Stones) (febrero 1965) y Ride on, Baby de las cuales esta última pese a datar de 1965 vería la luz en 1967 en Flowers, así también con el éxito "Lady Jane" de su LP Aftermath y su Between the Buttons o Love, especialmente en su disco Forever Changes, así como la banda británica Kaleidoscope (banda de Reino Unido) con su disco Tangerine Dream.
En Europa continental el estilo fue especialmente bien acogido y tuvo muchos seguidores y practicantes en su momento (1966-1970). Sobre todo en Francia, donde destacaron en este estilo France Gall, Françoise Hardy, Michel Polnareff o, más tangencialmente, Serge Gainsbourg; en España, con ejemplos como Los Íberos, Los Ángeles, Los Pop Tops o Solera; o en Italia, donde grupos como I Pooh, los primeros New Trolls o solistas como Lucio Battisti también pueden ser adscritos a ese estilo, al menos en sus discos de finales de los 60.

## Pop de cámara ochamber pop
El chamber pop es un subgénero del indie pop que combina el pop barroco de los años 60 con música alternativa. Los artistas más importantes que se pueden calificar de esta manera son Grizzly Bear, Lana Del Rey, Florence + The Machine, Ali Project, Belle & Sebastian, The Divine Comedy, Camera Obscura, Kings of Convenience, The High Llamas, The Decemberists, Sufjan Stevens, Arcade Fire, Hidden Cameras, Raven Wings, Les Ondes Martenot, Antony and the Johnsons, Fiona Apple, The Last Shadow Puppets, Jens Lekman, Panic! at the Disco, Woodkid, Lorde o Tori Amos, en sus primeros discos, también pueden ser incluidos en este género musical.